# Saison 2016 de l'équipe cycliste Gazprom-RusVelo
La saison 2016 de l'équipe cycliste Gazprom-RusVelo est la cinquième de cette équipe.

## Préparation de la saison 2016

### Sponsors et financement de l'équipe
Bien que la société Gazprom fut sponsor de l'équipe depuis sa création en 2012, notamment via le « projet cycliste global russe » (Global russian cycling project, GRCP), elle ne devient sponsor-titre que lors de cette saison 2016. Les principaux sponsors techniques sont des entreprises italiennes : Colnago fournit les cycles, Campagnolo les composants, et Nalini les textiles.

### Arrivées et départs
| Arrivées          | Équipe 2015         |
| ----------------- | ------------------- |
| Alexandr Kolobnev | Katusha             |
| Viktor Manakov    | Leopard Development |
| Alexey Rybalkin   | Lokosphinx          |
| Evgeny Shalunov   | Lokosphinx          |
| Kirill Sveshnikov | Lokosphinx          |
| Aydar Zakarin     | Sestroretsk         |

| Départs           | Équipe 2016          |
| ----------------- | -------------------- |
| Ivan Balykin      | GM Europa Ovini      |
| Petr Ignatenko    | suspension           |
| Aleksandr Komin   | ?                    |
| Kirill Pozdnyakov | Synergy Baku Project |
| Alexander Rybakov | ?                    |

## Coureurs et encadrement technique

### Effectif

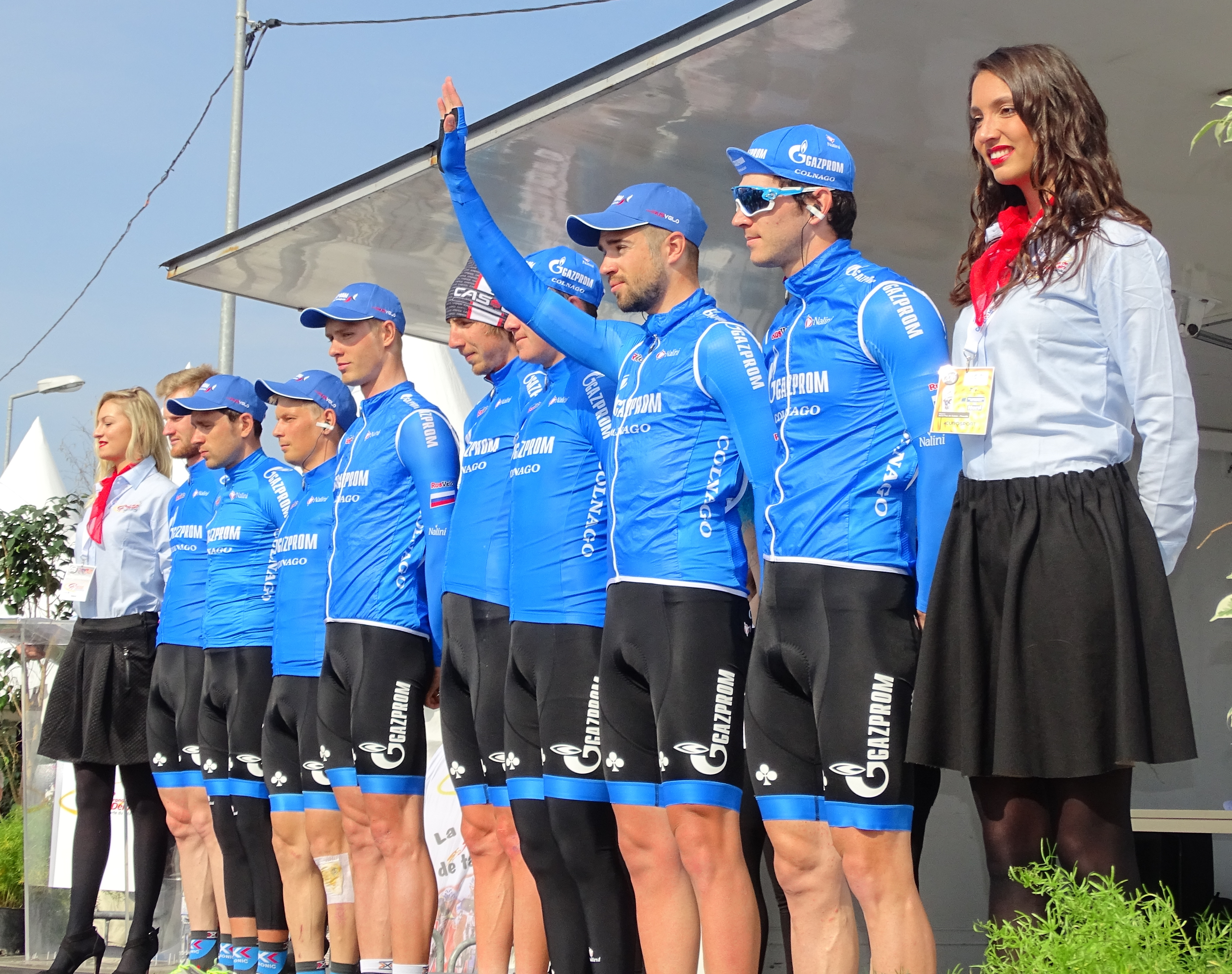
Roman Kustadinchev, Andrey Solomennikov, Sergey Nikolaev, Igor Boev, Mamyr Stash, Evgeny Shalunov (caché), Alexey Kurbatov et Aydar Zakarin lors du Grand Prix de Denain.

| Cycliste             | Date de naissance | Nationalité | Équipe 2015         |  |
| -------------------- | ----------------- | ----------- | ------------------- |  |
| Ildar Arslanov       | 6 avril 1994      | Russie      | RusVelo             |  |
| Igor Boev            | 22 novembre 1989  | Russie      | RusVelo             |  |
| Artur Ershov         | 7 mars 1990       | Russie      | RusVelo             |  |
| Alexander Evtushenko | 30 juin 1993      | Russie      | RusVelo             |  |
| Sergey Firsanov      | 3 juillet 1982    | Russie      | RusVelo             |  |
| Alexander Foliforov  | 8 mars 1992       | Russie      | RusVelo             |  |
| Alexandr Kolobnev    | 4 mai 1981        | Russie      | Katusha             |  |
| Alexey Kurbatov      | 9 mai 1994        | Russie      | RusVelo             |  |
| Roman Kustadinchev   | 3 août 1995       | Russie      | RusVelo             |  |
| Roman Maikin         | 14 août 1990      | Russie      | RusVelo             |  |
| Viktor Manakov       | 9 juin 1992       | Russie      | Leopard Development |  |
| Sergey Nikolaev      | 5 février 1988    | Russie      | RusVelo             |  |
| Artem Nych           | 21 mars 1995      | Russie      | RusVelo             |  |
| Artem Ovechkin       | 11 juillet 1986   | Russie      | RusVelo             |  |
| Alexey Rybalkin      | 16 novembre 1993  | Russie      | Lokosphinx          |  |
| Ivan Savitskiy       | 6 mars 1992       | Russie      | RusVelo             |  |
| Alexander Serov      | 12 novembre 1982  | Russie      | RusVelo             |  |
| Evgeny Shalunov      | 8 janvier 1992    | Russie      | Lokosphinx          |  |
| Andrey Solomennikov  | 10 juin 1987      | Russie      | RusVelo             |  |
| Mamyr Stash          | 4 mai 1993        | Russie      | RusVelo             |  |
| Kirill Sveshnikov    | 10 février 1992   | Russie      | Lokosphinx          |  |
| Aydar Zakarin        | 2 mars 1993       | Russie      | Sestroretsk         |  |

Portraits
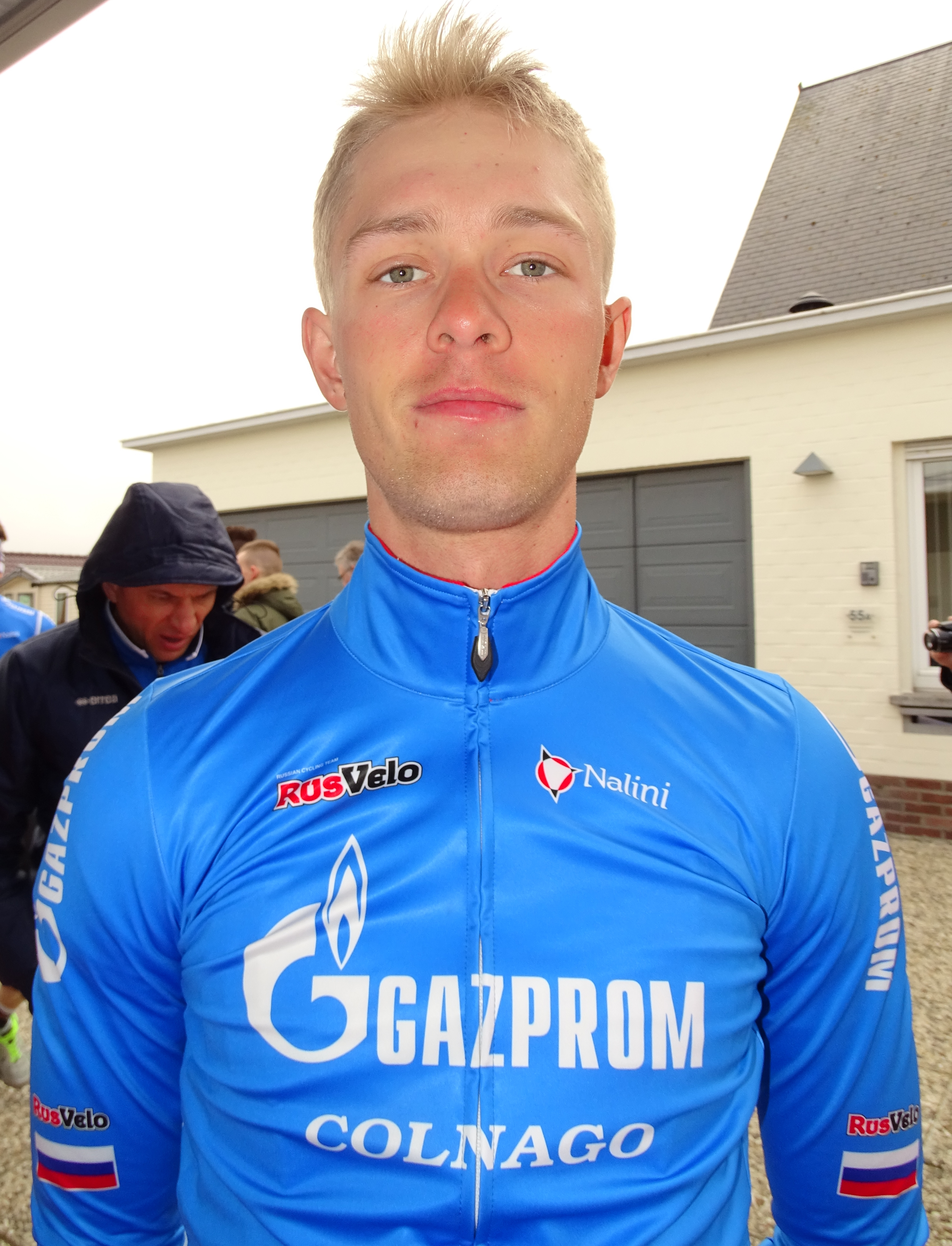
Igor Boev.
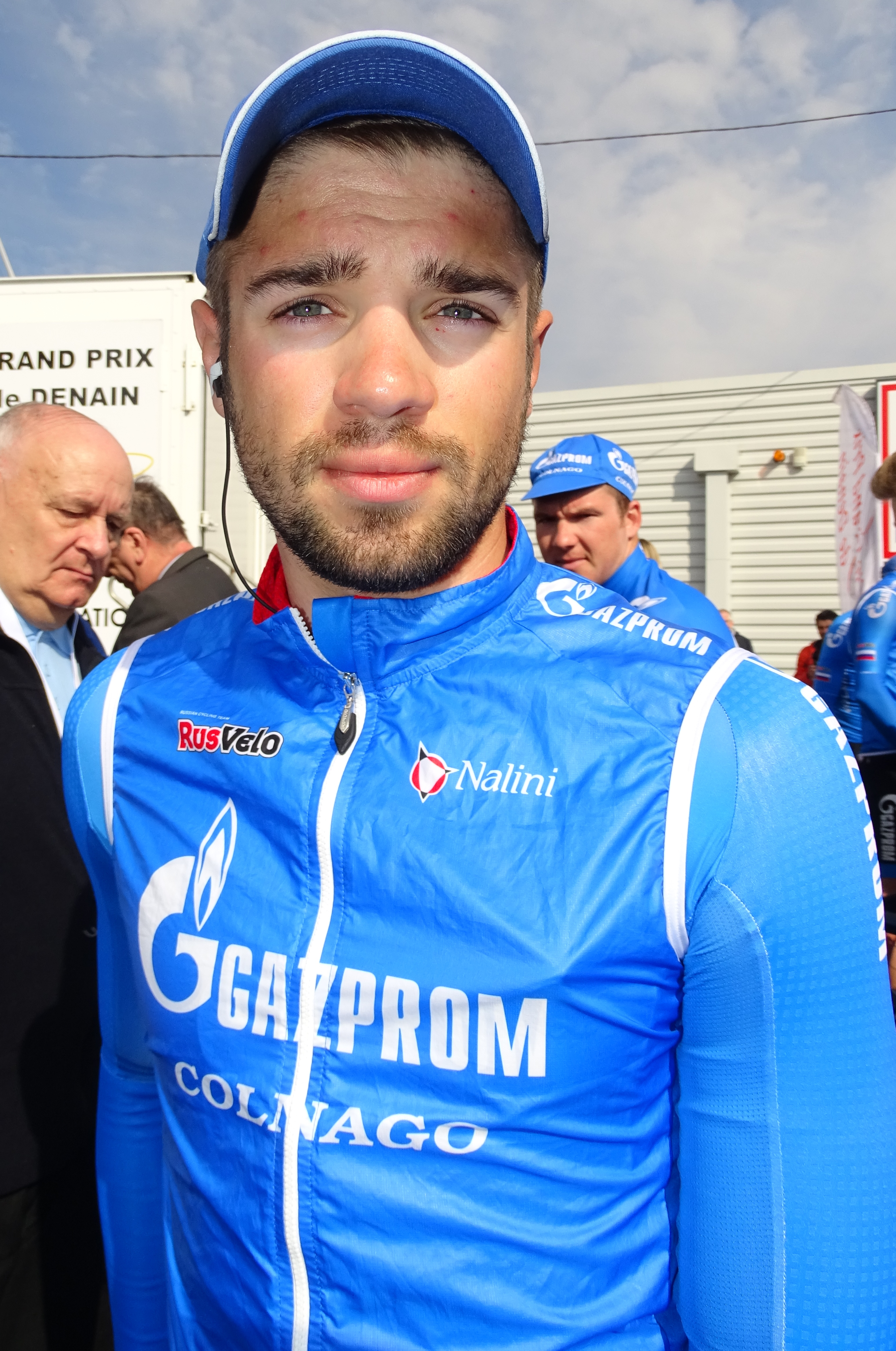
Alexey Kurbatov.
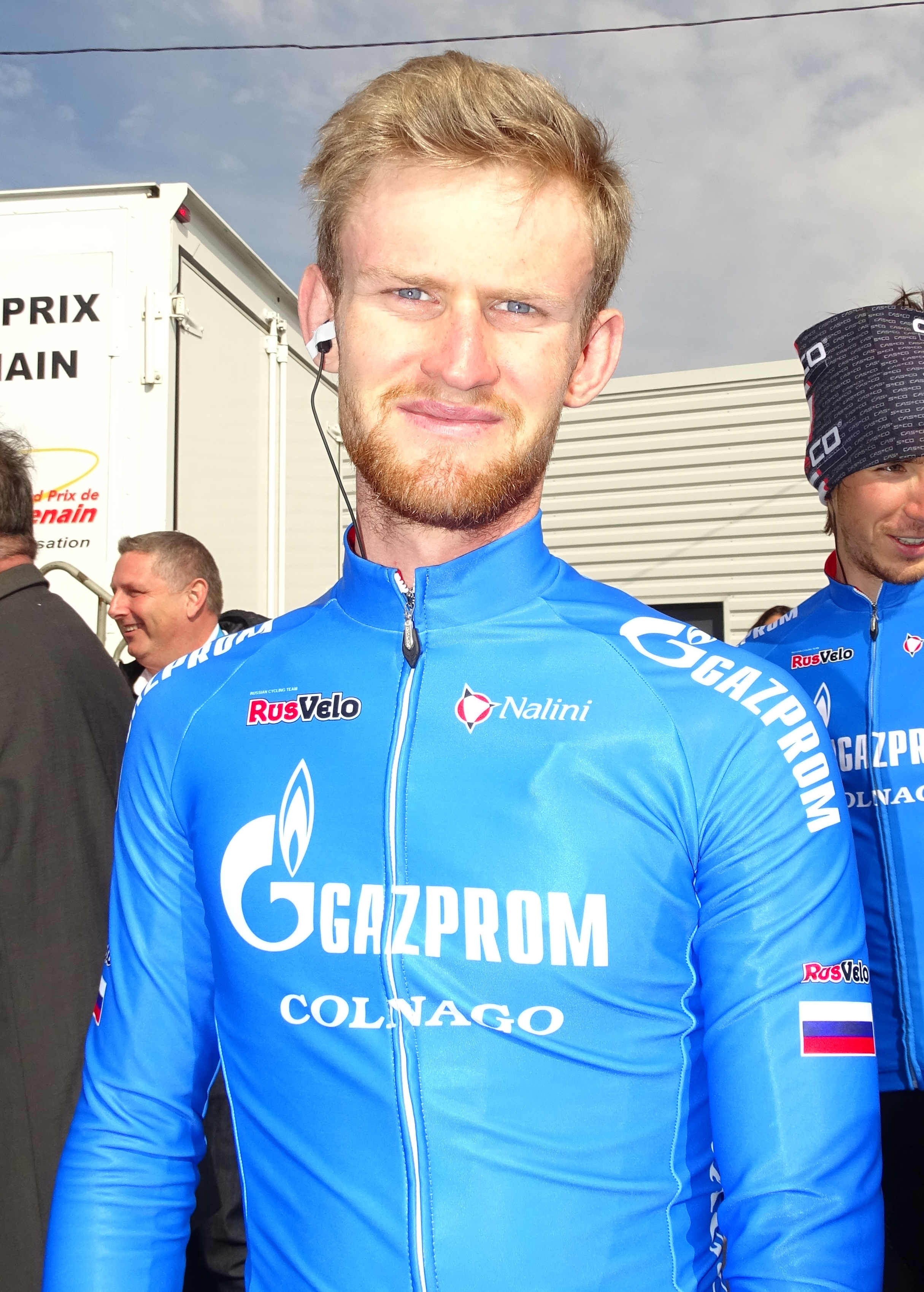
Roman Kustadinchev.
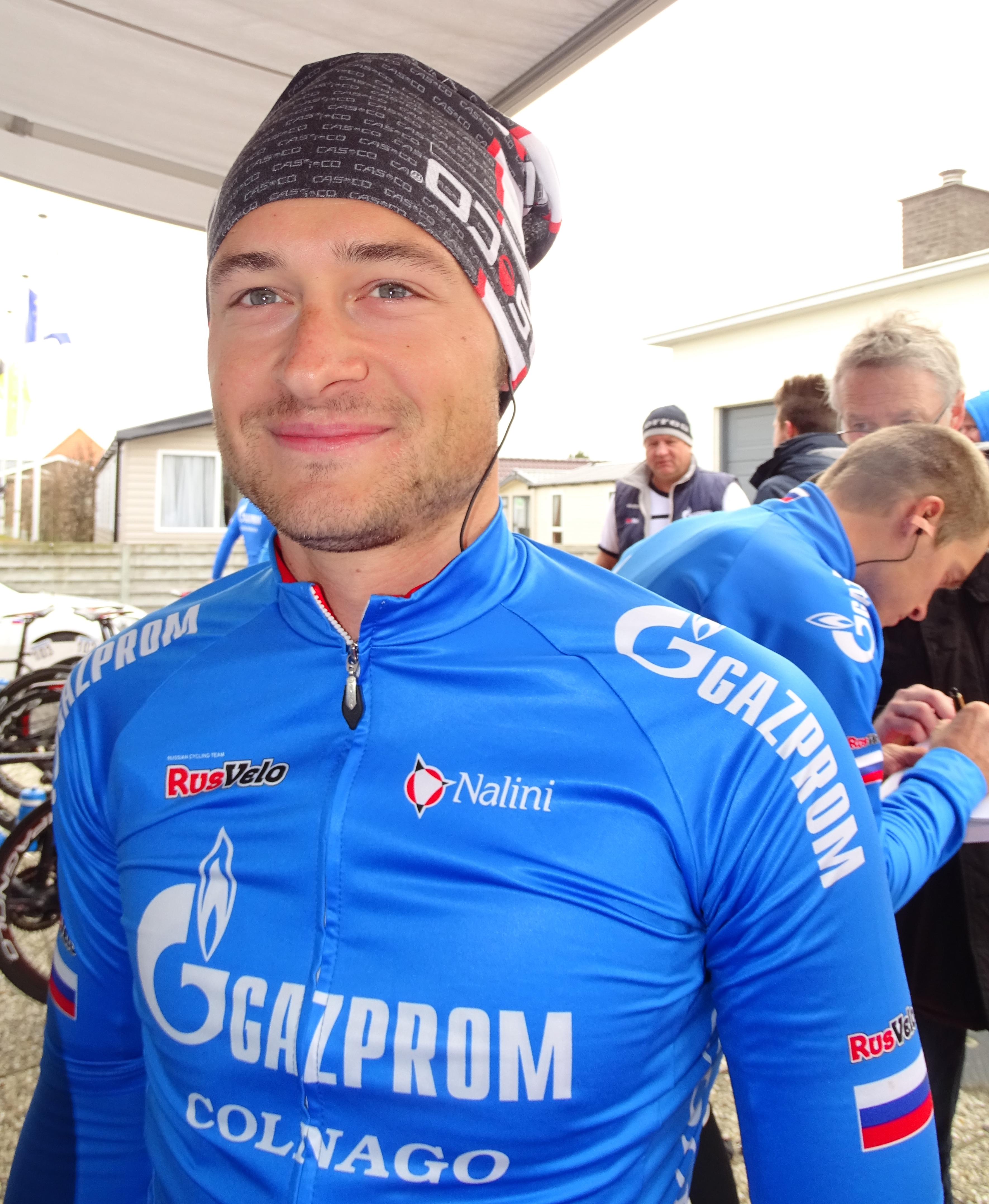
Roman Maikin.
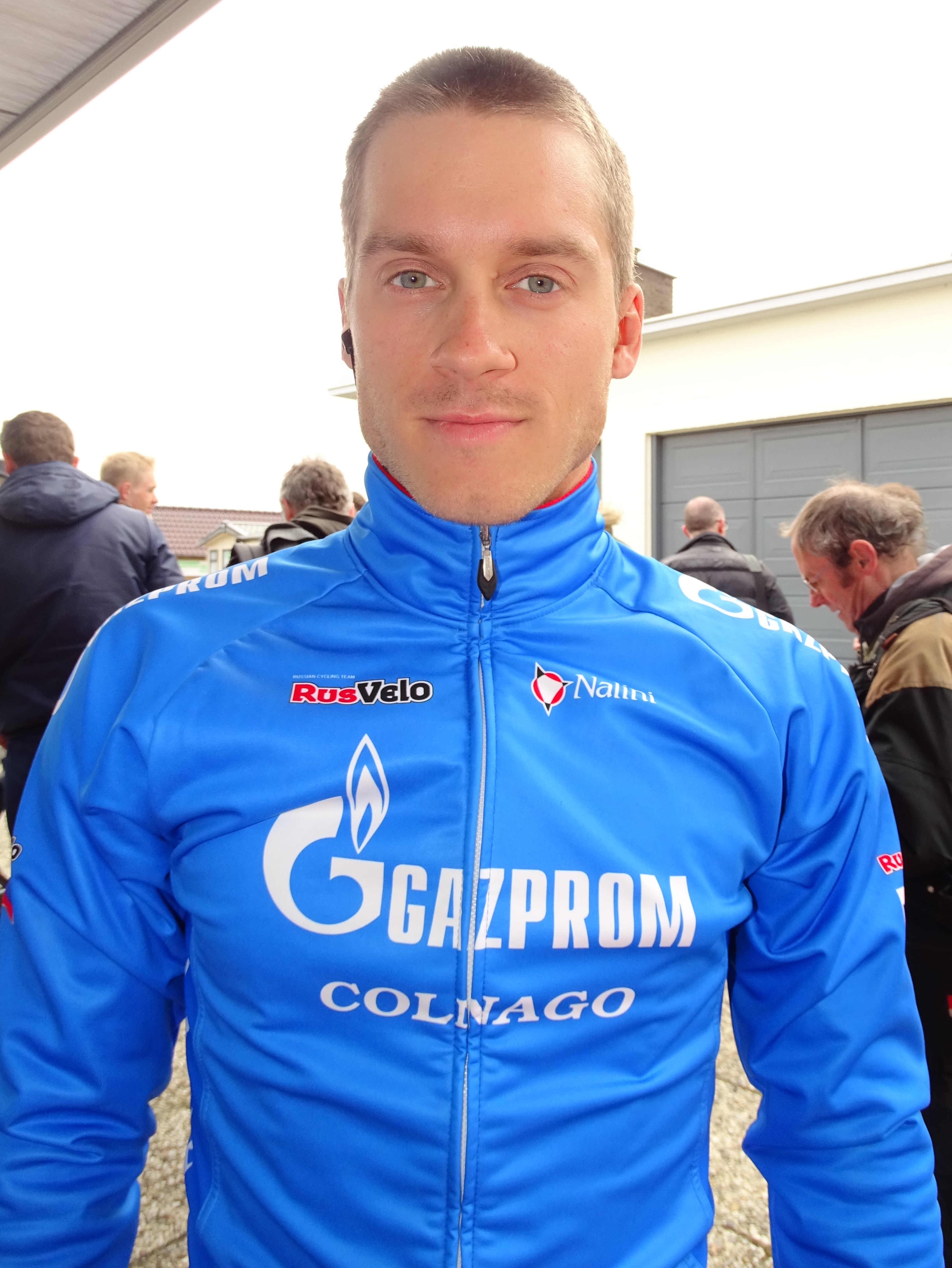
Viktor Manakov.
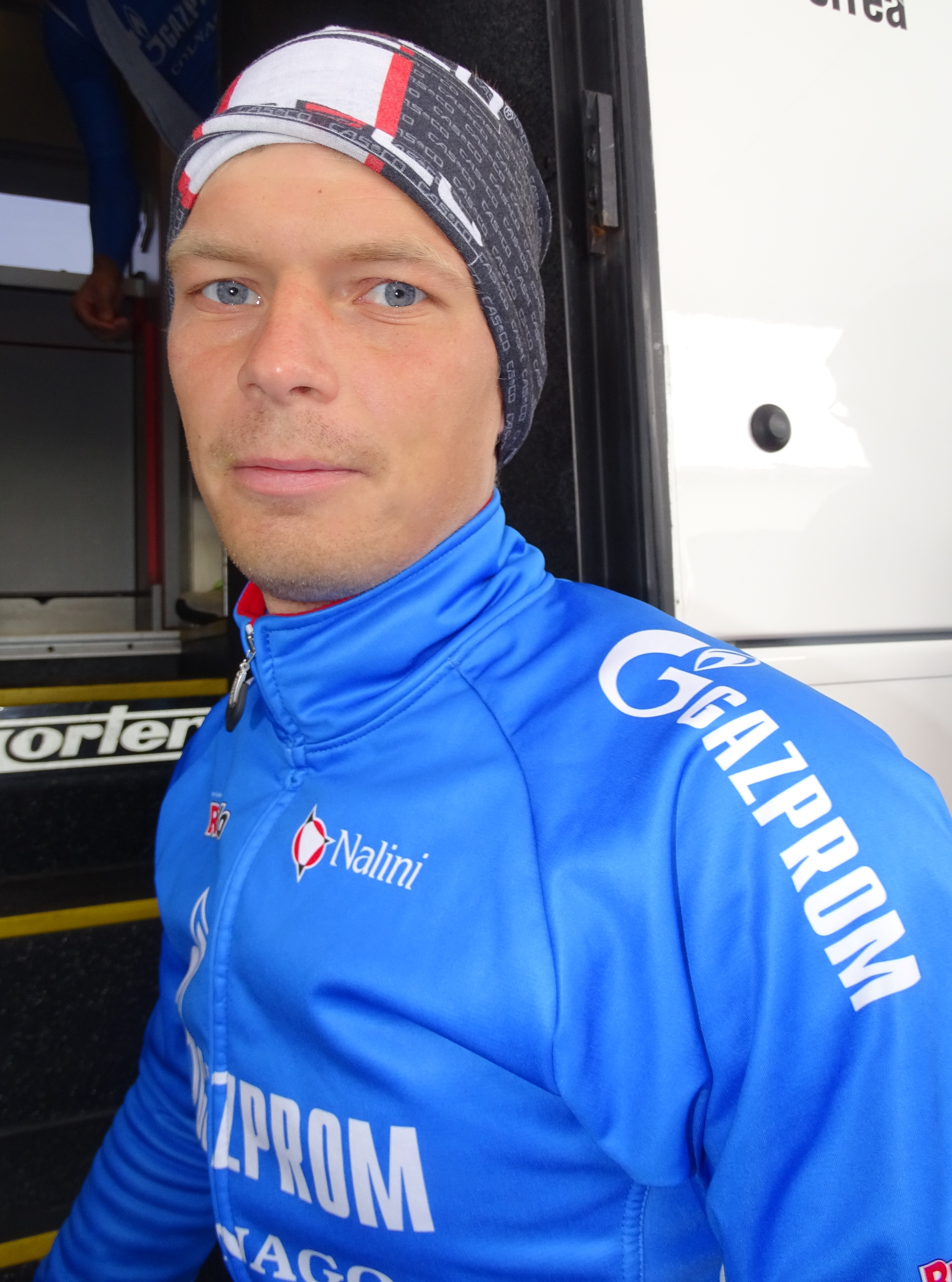
Sergey Nikolaev.
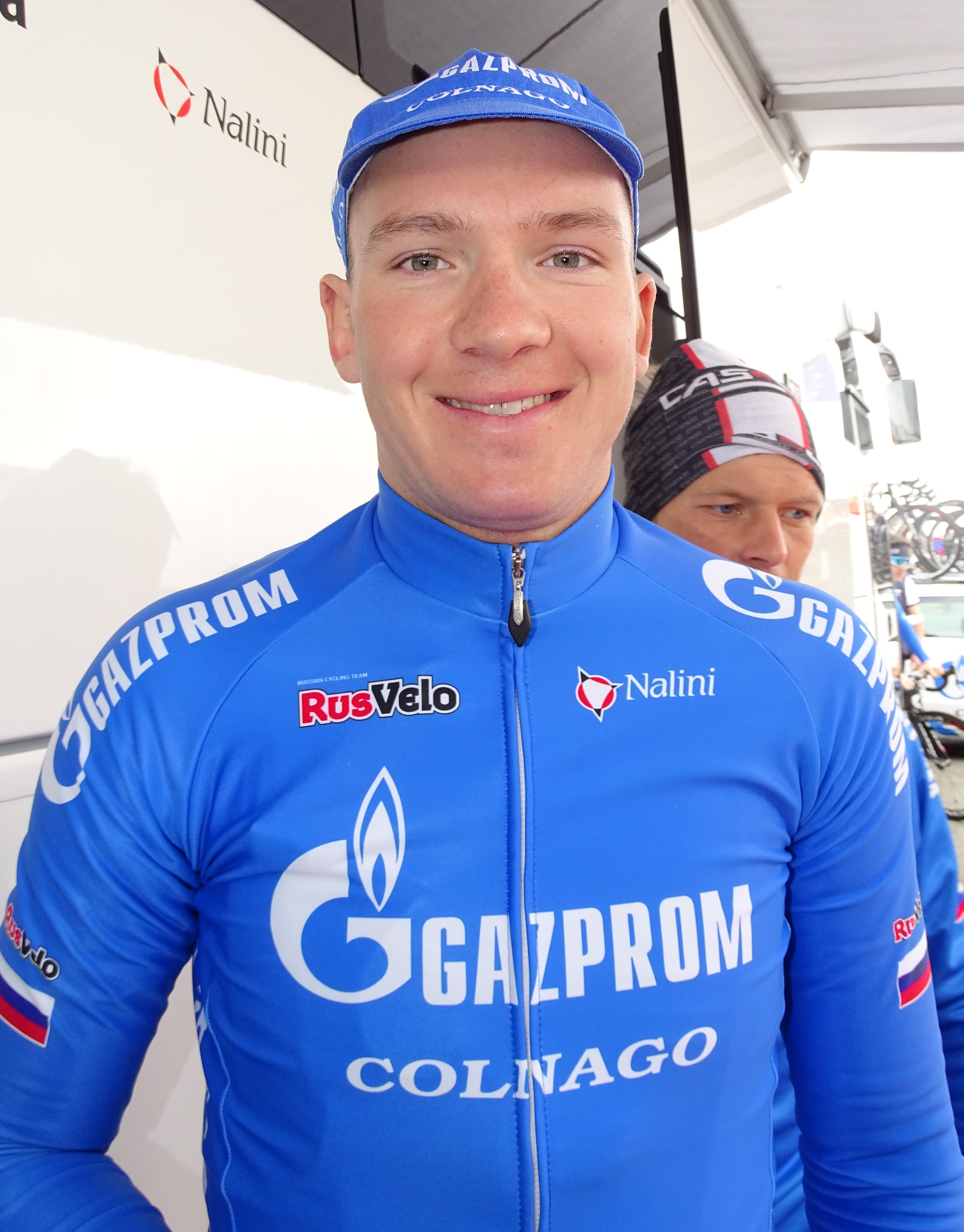
Evgeny Shalunov.
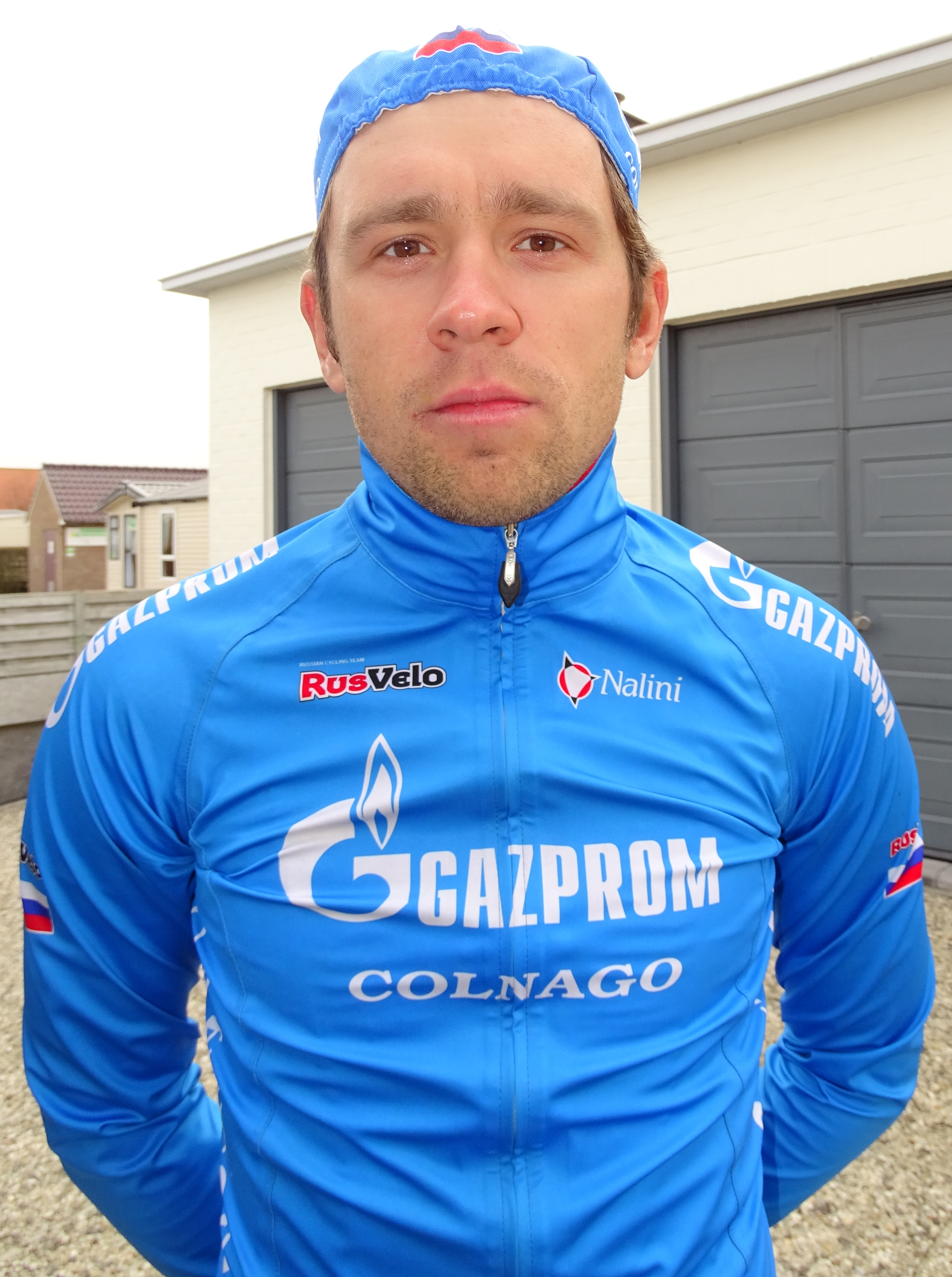
Andrey Solomennikov.
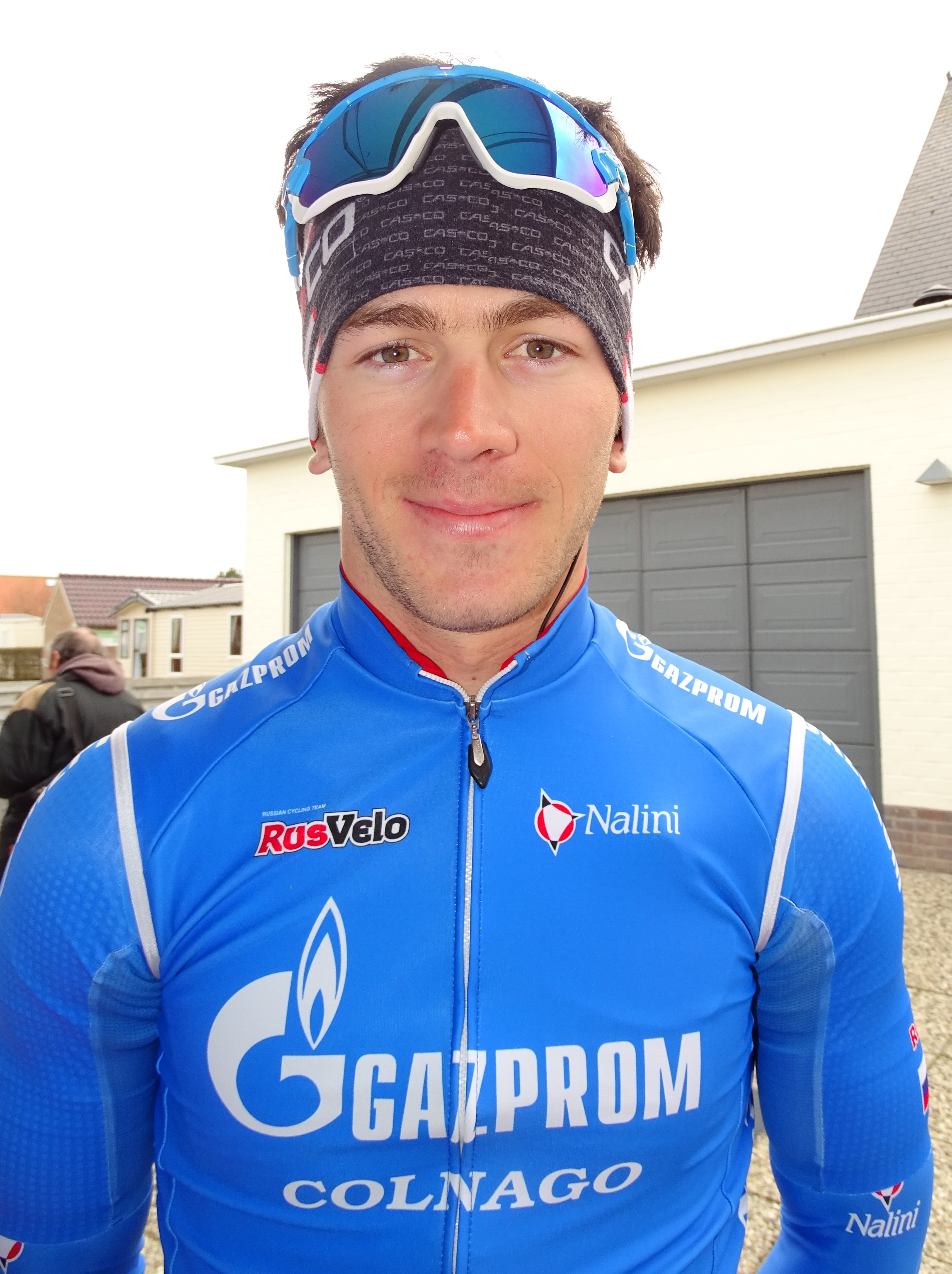
Mamyr Stash.
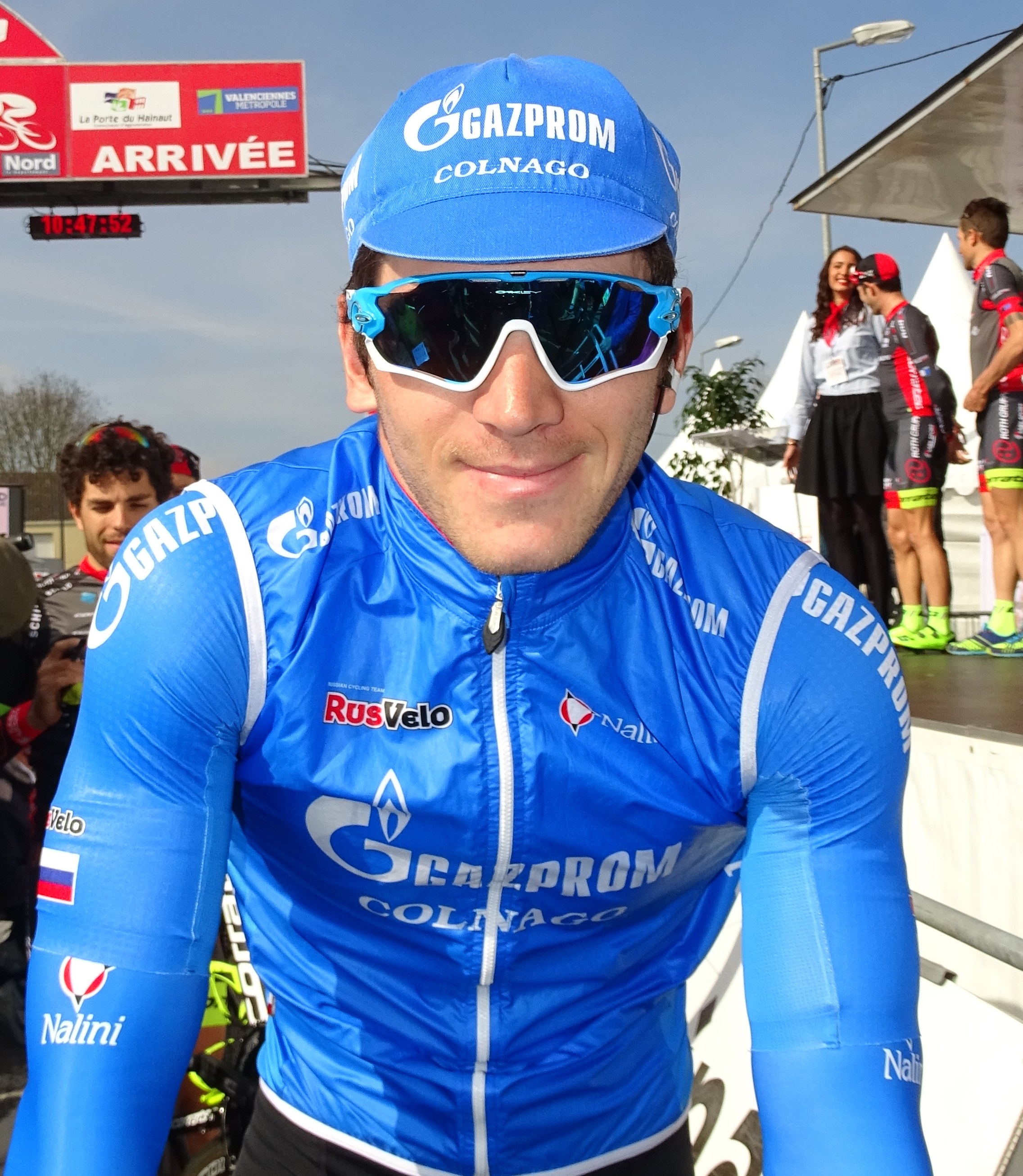
Aydar Zakarin.

## Bilan de la saison

### Victoires
| Date       | Course                                                           | Pays    | Classe | Vainqueur           |
| ---------- | ---------------------------------------------------------------- | ------- | ------ | ------------------- |
| 24/03/2016 | 1reb étape de la Semaine internationale Coppi et Bartali         | Italie  | 2.1    | Gazprom-RusVelo     |
| 25/03/2016 | 2e étape de la Semaine internationale Coppi et Bartali           | Italie  | 2.1    | Sergey Firsanov     |
| 27/03/2016 | Classement général de la Semaine internationale Coppi et Bartali | Italie  | 2.1    | Sergey Firsanov     |
| 17/04/2016 | Tour des Apennins                                                | Italie  | 1.1    | Sergey Firsanov     |
| 22/05/2016 | 15e étape du Tour d'Italie                                       | Italie  | WT     | Alexander Foliforov |
| 28/05/2016 | 2e étape du Tour d'Estonie                                       | Estonie | 2.1    | Roman Maikin        |
| 26/06/2016 | Championnat de Russie sur route espoirs                          | Ukraine | CN     | Artem Nych          |
| 17/08/2016 | 2e étape du Tour du Limousin                                     | France  | 2.1    | Roman Maikin        |

### Résultats sur les courses majeures
Les tableaux suivants représentent les résultats de l'équipe dans les principales courses du calendrier international dans lesquelles l'équipe bénéficie d'une invitation (les cinq classiques majeures et les trois grands tours). Pour chaque épreuve est indiqué le meilleur coureur de l'équipe, son classement ainsi que les accessits glanés par Gazprom-RusVelo sur les courses de trois semaines.

#### Classiques
| Classique            | Milan-San Remo | Tour des Flandres | Paris-Roubaix | Liège-Bastogne-Liège | Tour de Lombardie         |
| -------------------- | -------------- | ----------------- | ------------- | -------------------- | ------------------------- |
| Coureur (classement) | Non invitée    | Non invitée       | Non invitée   | Non invitée          | Andrei Solomennikov (56e) |

#### Grands tours
| Grand tour           | Tour d'Italie                            | Tour de France | Tour d'Espagne |
| -------------------- | ---------------------------------------- | -------------- | -------------- |
| Coureur (classement) | Sergey Firsanov (30e)                    | Non invitée    | Non invitée    |
| Accessits            | 1 victoire d'étape (Alexander Foliforov) | -              | -              |